# Fabrice Jeandesboz
Fabrice Jeandesboz (Loudéac, Costes del Nord, 4 de desembre de 1984) és un ciclista francès professional des del 2009. Actualment corre a l'equip Direct Énergie.

## Palmarès en ruta
- 2004
  - Vencedor d'una etapa al Cabri Tour
- 2005
  - 1r al Gran Premi de la Saint-Laurent
  - 1r al Gran Premi de la Saint-Laurent sub-23
  - 1r al Cabri Tour
  - 1r a la Ronde mayennaise
- 2007
  - 1r al Gran Premi de Montamisé
  - Vencedor d'una etapa al Tour del Pays Roannais
- 2008
  - 1r al Gran Premi de Montamisé
- 2009
  - 1r a la Manche-Atlantique
- 2015
  - Vencedor d'una etapa al Roine-Alps Isera Tour

### Resultats al Tour de França
- 2011. 124è de la classificació general
- 2012. 54è de la classificació general
- 2016. 60è de la classificació general

### Resultats a la Volta a Espanya
- 2015. 17è de la classificació general
- 2016. Abandona (12a etapa)

## Palmarès en pista
- 2005
  -  Campió de França sub-23 en persecució
- 2008
  -  Campió de França en persecució per equips